# 吉姆·戴維斯 (漫畫家)
詹姆斯·罗伯特·“吉姆”·戴维斯（英語：James Robert "Jim" Davis，1945年7月28日—），美国漫画家，因创作了加菲猫系列连载漫画而声名大振。
2018年，適逢加菲貓漫畫面世四十周年，以香港為首站舉行跨界展覽，並表示只要加菲貓仍能帶給人歡樂，自己會繼續畫下去。

## 早年生活
吉姆·戴维斯于1945年7月28日出生在印第安纳州菲尔蒙特的一个小农场家庭里。幼年与父亲詹姆斯·威廉·戴维斯、母亲安娜·凱薩琳·卡特·戴维斯一起生活。在1978年6月19日首次刊登加菲猫系列漫画。
1. ↑  .   [2018-07-28]. （原始内容存档于2018-07-28）.